# Полихромный продукт
«Полихромный продукт» — второй номерной альбом московской рэп-группы D.O.B. Community, выпущенный в 2007 году, на лейбле RAP Recordz при дистрибуцией ПК «Монолит».
Особенность этого альбома в том, что музыку к песням писали битмейкеры из других групп: это Dr. N-Drey (Nonamerz), DJ L.A. (ex.-Bad Balance), Миша Гуманков (ex.-«Рабы лампы»), К.И.Т. (ex.-«Ю.Г.»), Al Solo (Bad Balance), Карандаш («Район Моей Мечты») и другие
Альбом D.O.B. Community был записан в составе Сирджея, Джипа, Мани Майка и DJ Пахана.

## Список композиций
| №   | Название               | Музыка         | Длительность |
| --- | ---------------------- | -------------- | ------------ |
| 1.  | «Грязь»                | Sir-J          |              |
| 2.  | «Ленивый день»         | Dr. N-Drey     |              |
| 3.  | «Бери от жизни всё»    | Миша Гуманков  |              |
| 4.  | «TV-Shit Pt. 2»        | К.И.Т.         |              |
| 5.  | «Хип-Хоп в андеграунд» | Карандаш       |              |
| 6.  | «Со. с на»             | Ян И. С.       |              |
| 7.  | «Кому одиночество»     | Krypton        |              |
| 8.  | «Непруха (с утра)»     | Лигалайз       |              |
| 9.  | «Вотак...»             | Master Spensor |              |
| 10. | «Тема молодым»         | DJ L.A.        |              |
| 11. | «Мир Грёз»             | Al Solo        |              |
| 12. | «Засранцы»             | G-Child        |              |
| 13. | «Долбанутые соседи»    | DJ Shooroop    |              |
| 14. | «Такие же»             | Sir-J          |              |

## Рецензии
Критики восприняли новый альбом D.O.B. Community довольно холодно:
Честно говоря, есть стойкое ощущение, что и похвалы и критика тут просто неприменимы и даже не нужны. D.O.B. Community — вещь в себе, законсервированная музыкальная формация, чей первый альбом звучал так же, и следующий, если случится, вряд ли удивит новизной. Плохо это или хорошо — решать поклонникам, число которых с «Полихромным Продуктом» не уменьшится, но, увы, и не увеличится.
 — пишет Руслан Муннибаев на сайте Rap.ru 